# René Perin
René Perin, né le 1er novembre 1774 à Paris et mort le 9 mai 1858 à Paris 11e, est un traducteur, éditeur scientifique, journaliste et dramaturge français.

## Biographie
Fils d’un avocat aux conseils du roi et membre des conseils privés de Monsieur et du comte d’Artois avant la Révolution, Perin s’est d’abord destiné à l’administration. Ses études classiques terminées, il est entré à la caisse de l’extraordinaire sous la direction d’Amelot. Son peu d’appétence pour ce poste l’a amené à le quitter, en 1799, pour faire son droit.
Il a eu une très brève carrière politique pendant les Cent-Jours, où il a occupé le poste de sous-préfet à Montluçon. Lors de la Seconde Restauration, il s’est éloigné à tout jamais de la fonction publique en démissionnant, pour se consacrer entièrement aux lettres.
Polygraphe brillant, il a composé un grand nombre de pièces de théâtre, soit seul, soit en collaboration, et d’autres ouvrages de genres aussi variés que nombreux. On lui doit ainsi une parodie très caustique de l’Itinéraire de Paris à Jérusalem de Chateaubriand, sous le nom de plume très programmatique de « Chateauterne », intitulé Itinéraire de Pantin au mont Calvaire, en passant par la rue Mouffetard, le faubourg Saint-Marceau, le faubourg Saint-Jacques, le faubourg Saint-Germain, les quais, les Champs-Élysées, le bois de Boulogne, Neuilly, Suresne, et revenant par Saint-Cloud, Boulogne, Auteuil et Chaillot, etc. ou Lettres inédites de Chactas à Atala ; ouvrage écrit en style brillant, et traduit pour la première fois du bas-breton, sur la 9e édition.
Comme dramaturge, il a composé plus de cent mélodrames et vaudevilles, et ses pièces ont été représentées sur les plus grandes scènes parisiennes du XIXe siècle : théâtre de l'Ambigu-Comique, théâtre du Vaudeville, théâtre de l'Odéon, théâtre de la Gaité, théâtre des Variétés, etc. Sa pièce le Concert de la rue Feydeau, ou la Folie du jour, mise à l’affiche à l’Ambigu-Comique, le 15 pluviôse an III (3 février 1795), qui se moque de la jeunesse dorée parisienne, déclenchera des émeutes. Il a mis au jour une intéressante comédie M. Jocrisse au Sérail de Constantinople (1800), et sa pièce Fitz-Henri, ou La maison des fous (1804) a été un des grands succès du mélodrame, avec plusieurs centaines de représentions. Hélénor de Portugal (1807) et l’Héroïsme des femmes (1808) ont également été remarqués.
Parallèlement à sa carrière de dramaturge, il a également été journaliste, successivement dans plusieurs quotidiens tels que le Journal général, la Gazette de France, la Pandore, le Journal de Paris, le Constitutionnel. Collaborateur, pendant trente ans, du Moniteur, il y a couvert les théâtres pendant seize ans et la chambre des pairs pendant quatorze ans.
Tout en travaillant pour le théâtre et la presse, il n’en a pas moins beaucoup travaillé pour la librairie. Sa prolixité, qui a d’ailleurs pu lui faire attribuer de nombreuses œuvres où il n’a peut-être eu aucune part, rend difficile l’attribution de certains œuvres d’autant plus qu’il ne s’est que rarement identifié, ce qui les laisse les bibliographes tentant de dresser la liste complète de ses ouvrages conscients de ses lacunes. On lui avait ainsi attribué une participation au célèbre Dictionnaire des girouettes, ou Nos contemporains peints d’après eux-mêmes de 1815, avec Pierre-Joseph Charrin, Alexis Eymery, César de Proisy d'Eppe, mais il a publié un démenti dans les journaux.
Comme éditeur scientifique, il a édité les Mémoires de madame de Pompadour, écrits par elle-mème, suivis de sa Correspondance, 1805, 5 vol. in-13) des Œuvres de Lemierre, avec une Notice sur la vie et les ouvrages de cet auteur et d’un Choix de poésies de Pezay, Saint-Péravi, La Condamine, Masson de Morvilliers, Barthe et Flins, avec des Notices (1810). Il a également fourni des articles à la Biographie des contemporains de Arnault, Norvins et Jouy, Jay, etc, et au Dictionnaire historique de Beauvais de Préau.
Il a également rédigé des manuels scolaires de littérature, d’histoire et de géographie, et traduit de l’anglais deux ouvrages pour la jeunesse : les Aventures de Congo (1826), et le Voyageur anglais autour du monde habitable  (1826). Son roman de 1802 L’Incendie du Cap, ou Le règne de Toussaint-Louverture, est en grande partie une version romancée des polémiques produites, la même année, par Cousin d’Avallon et Jean-François Dubroca (d) , entrecoupée de prises de position anti-abolitionnistes. Enfin, il a donné, en 1839, sous le nom de plume de « Riborium », un recueil de chansons de goguettes.
Mort en son domicile de la Cour du commerce, ses obsèques, ont été célébrées le mardi 11 mai 1858 à Saint-Sulpice, en présence d’un concours nombreux de confrères et d’amis.

## Œuvre

### Histoire
- Les Nouveaux Athées : ou Réfutation des nouveaux saints, ouvrage en moins de 250 vers, enrichi de notes curieuses et historiques  (avec Bizet), Paris, Marchand, 1801, 12 p., in-8º (OCLC 457447675, lire en ligne sur Gallica).
- Vie militaire de J. Lannes, maréchal de l’empire, duc de Montbello : colonel-général des Suisses, commandant de l’ordre de la couronne de fer, grand croix des ordres du Christ et de Saint-Henri, chevalier de l’ordre de Saint-André, etc., Paris, Delaunay, 1809, 2e éd., xvi, 257, illustr. ; in-8º (OCLC 941070390, lire en ligne).
- Abrégé de la géographie sacrée : ou Description des pays dont il est parlé dans les Saintes Écritures : orné de la carte de la Terre-Sainte, à l’usage des maisons d’éducation, Paris, Auguste Delalain, 1827, 46 p., carte, in-12 avec carte (OCLC 1143069472, lire en ligne sur Gallica).

### Manuels
- Beautés historiques de la maison d’Autriche : ou Traits de courage, de grandeur d’âme, de bienfaisance ; réponses sublimes, reparties ingénieuses des souverains qui ont régné sur les états héréditaires, depuis Rodolphe de Hapsbourg jusqu’à ce jour ; accompagnés des notices et anecdotes sur les plus grands capitaines qui ont été placés à la tète des armées impériales ; à l’usage de la jeunesse, Paris, Delaunay, 1811, 2 vol. illus. ; 18 cm (OCLC 35593357), « t. 1er », sur Gallica, « t. 2d », sur Gallica.
- Abrégé du cours de littérature de J.-F. de La Harpe, ou Précis des jugements de ce critique célèbre sur les écrivains anciens et modernes, et sur chacun de leurs ouvrages ; extrait non seulement du Cours de littérature, muais encore des différents articles insérés dans le Mercure et autres écrits littéraires du temps, Paris C. Painparé, 1820, 2 vol. in-12, réimpr. Paris, Parmentier, 1823, 2 vol. in-12.
- Traits détachés de l’histoire, pour l’instruction de la jeunesse, et faisant suite à l’Éducation complète, ou Cours d’histoire universelle mêlé de chronologie, de Mme Le Prince de Beaumont, recueillis par René Périn, 1825.
- Manuel dramatique, à l’usage des auteurs et des acteurs, et nécessaire aux gens du monde qui aiment les idées toutes trouvées et les jugements tout faits, Paris, Painparré, 1822, xxiv-404, in-12 (lire en ligne sur Gallica)Ouvrage tiré en très grande partie des feuilletons du Journal des Débats, imprimé sous le nom de Geoffroy, ancien professeur de l’université de Paris.

### Théâtre
- Mr Jocrisse au sérail de Constantinople ou Les bêtises sont de tous les pays, calembourg en trois actes, 1800.
- Kosmouk, ou les Indiens à Marseille, comédie en 5 actes et en prose, arrangement de la pièce de Kotzebue, 1801.
- Respirons !, comédie en 1 acte et en prose, mêlée de vaudevilles, 1801.
- Tous les niais de Paris, ou le Catafalque de Cadet-Roussel, bluette tragique en 5 actes et en vers, avec Pillon-Duchemin, 1801.
- Le Flageolet d’Erato, ou le Chansonnier du vaudeville, 1802.
- La Grande Ville, ou les Parisiens vengés, comédie épisodique en 3 actes, en prose, avec Anne-Adrien-Firmin Pillon-Duchemin, 1802.
- Fitz Henri, drame en 3 actes, 1803.
- Le Voyage autour de ma chambre, vaudeville en 1 acte, 1803.
- Molé aux Champs-Élysées, hommage en vers, mêlé de chants et de danses, avec Pillon-Duchemin, 1803.
- La Mort de Cadet Roussel, tragédie pour rire en cinq actes et en vers, avec Pillon-Duchemin, 1803.
- L’Hermitage des Pyrénées, comédie en 1 acte, mêlée de chant, 1805.
- L’Isle flottante, ou les Voyageurs aériens, comédie féerie et à grand spectacle, en un acte et en prose, 1806.
- Jules, ou le Toit paternel, mélodrame en 3 actes, avec Rougemont, 1806.
- Héléonor de Portugal, mélodrame en 3 actes, à spectacle, 1807.
- Les Comédiens par hasard, comédie en 1 acte et en prose, 1807.
- Les Suites d’un duel, comédie en 3 actes, en prose, 1807.
- Le Concert de la rue Feydeau ou la Folie du jour, comédie en 1 acte, en prose, avec Nicolas Cammaille-Saint-Aubin, 1807.
- L’Héroïsme des femmes, mélodrame en 3 actes, à grand spectacle, orné de chant et de danses, 1808.
- J’arrive à temps, vaudeville en 1 acte, 1808.
- Cosme de Médicis, mélodrame en 3 actes, en prose et à grand spectacle, avec Marie-Adélaïde Barthélemy-Hadot, 1809.
- Sophie ou la Nouvelle Cendrillon, comédie en 4 actes et en prose, avec Rougemont, 1810.
- Le Libelle, comédie en 1 acte, en vers, 1811.
- L’Intrigue avant la noce, comédie en 3 actes, 1814.
- Henri IV et d’Aubigné, comédie en 3 actes et en prose, avec Michel-Nicolas Balisson de Rougemont, 1814.
- Le Vieil Oncle, comédie en 1 acte et en prose, 1816.
- La Maison de Jeanne d’Arc, comédie anecdote en 1 acte, en prose, 1818.
- La Demande bizarre, comédie en 1 acte, en prose, 1819.
- La Bataille de Bouvines, ou le Rocher des tombeaux, mimodrame en 3 actes, à grand spectacle, avec Ferdinand Laloue, 1821.
- Isabelle de Levanzo, ou la Fille écuyer, mélodrame en 3 actes et à grand spectacle, avec Alexandre-Joseph Le Roy de Bacre, 1821.
- La Cousine supposée, comédie en 1 acte et en prose, avec Adrien Payn, 1823.
- La Laitière de Montfermeil, vaudeville en 5 années, avec Rougemont et Nicolas Brazier, 1827
- Le Noble et l’Artisan, ou le Parent de tout le monde, comédie-vaudeville en 2 actes, avec Théodore Anne, 1831.
- Sophie et Mirabeau, ou 1773 et 1789, comédie-vaudeville en 2 actes, avec Théodore Anne et Emmanuel Théaulon, 1831.
- Album du Nouveau-Bellevue, 1836.
- Jeanne d’Arc en prison, monologue en 1 acte et en vers, avec Élie Sauvage, 1844.
- M. Lafleur, comédie-vaudeville en 1 acte, avec Paul Siraudin, 1844.

### Romans
- L’Incendie du Cap : ou Le règne de Toussaint-Louverture, où l’on développe le caractère de ce chef de révoltés, sa conduite atroce depuis qu’il s’est arrogé le pouvoir, la bassesse de tous ses agens, la férocité de Christophe, un de ses plus fermes soutiens, les malheurs qui sont venus fondre sur le Cap, la marche de l’armée française, et ses succès sous les ordres du capitaine général Leclerc, Paris, Marchand, 1802, xiv, 156, [1] f. de pl. ; in-8º (OCLC 19375457, lire en ligne sur Gallica).
- Le Garçon Sans-Souci, ou Aventures sur aventures, roman comique en 3 actes, 1818.

### Poésie
- Ode sur la naissance du roi de Rome, 1811.

### Éditions scientifiques
- Œuvres de A.-M. Le Mierre, de l’Académie française : Notice sur la vie et les ouvrages de M. Le Mierre. Discours prononcé par M. Le Mierre lors de sa réception à l’Académie française, précédées d’une notice sur la vie et les ouvrages de cet auteur, Paris, Maugeret fils, A. Bertrand, & Delaunay, 1810, clxxxviii-187-[2], [2]-374-[1], xvi-467-[2], 3 vol. ; in-8º (OCLC 981521511, lire en ligne sur Gallica).

### Autres
- Chateauterne, Itinéraire de Pantin au mont Calvaire, en passant par la rue Mouffetard, le faubourg Saint-Marceau, le faubourg Saint-Jacques, le faubourg Saint-Germain, les quais, les Champs-Élysées, le bois de Boulogne, Neuilly, Suresne, et revenant par Saint-Cloud, Boulogne, Auteuil et Chaillot, etc. : ou Lettres inédites de Chactas à Atala ; ouvrage écrit en style brillant, et traduit pour la première fois du bas-breton, sur la 9e édition, Paris, J. G. Dentu, 1811, xiii-236, in-8º (OCLC 764089191, lire en ligne sur Gallica)Parodie de l’Itinéraire à Jérusalem de Chateaubriand.
- Riborium, Le Goguettier sévrien : recueil de chansons, Sèvres, A. René, 1839, 12 p., in-12 (lire en ligne sur Gallica).

### Traductions
- Eliza Ware Farrar, Le Bon Nègre ou Les aventures de Congo à la recherche de son maître, Paris, A. Eymery , 1826, in-8º.